# Шлюбне агентство (фільм)
«Шлюбне агентство» — французький кінофільм режисера Жана-Поля ле Шануа з Луї де Фюнесом.

## Сюжет
Отримавши в спадок шлюбне агентство, новий власник, який раніше презирливо ставився до цього роду діяльності, поступово починає відкривати для себе його позитивні сторони.

## У ролях
- Бернар Бліє — Ноель, скромний клерк банку
- Луї де Фюнес — мсьє Шарль
- Мішель Альфа — Гільберта Жоліве
- Філіпп Нуаре — перехожий